# Fiat 131
FIAT 131 – samochód osobowy klasy średniej-niższej, produkowany przez firmę FIAT w latach 1974–1984.

## Charakterystyka
Fiat 131 był zupełnie nowym modelem, posiadał zębatkową przekładnię kierowniczą, w przednim zawieszeniu zastosowano kolumny MacPhersona, w tylnym sprężyny śrubowe, 4 drążki reakcyjne i drążek Panharda prowadziły sztywny most. Początkowo wyposażany był w silniki z wałkiem rozrządu w kadłubie (OHV) (pierwszy silnik, w którym wałek w kadłubie napędzany był paskiem zębatym) czterocylindrowe o pojemności 1297 cm³ (65 KM) i 1585 cm³ (75 KM). W 1976 roku pojawiła się wersja 131 Abarth z silnikiem DOHC o pojemności 1995 cm³ i mocy maksymalnej 140 KM.
W 1979 roku nastąpiła pierwsza znaczna modernizacja, zaczęto wówczas stosować także silniki z Fiata 132 – o pojemnościach 1585 oraz w odmianie Racing – 1995 cm³, a także silnik 1300 DOHC. Oferowano także wersje z silnikiem Diesla. Ostatnia poważna modernizacja nastąpiła w 1981 roku – silnik 1300 TC (Twin Cam – DOHC) zastąpiono silnikiem 1400TC, zamiast silnika 1585 OHV wprowadzono silnik z wałkiem rozrządu w głowicy (OHC).
W latach 1975–1981 auto było montowane w polskiej FSO na Żeraniu jako Polski Fiat 131p z importowanych zestawów produkcji włoskiej (tylko sedan w wersji Special). Ogółem zmontowano ich 3102. Były używane głównie przez urzędy państwowe jako samochody służbowe.
W Stanach Zjednoczonych Fiat 131 występował pod nazwą Brava.

## Modele
Nadwozia nosiły oznaczenia:
- sedan – Mirafiori i Supermirafiori (wersje wyposażenia – standard, S (special), L, CL, Supermirafiori)
- kombi – Familiare, Panorama
- sportowa – Abarth, Racing, Mirafiori sport, Volumetrico.

Po dziewięciu latach produkcji model 131 został zastąpiony przez model Fiat Regata.

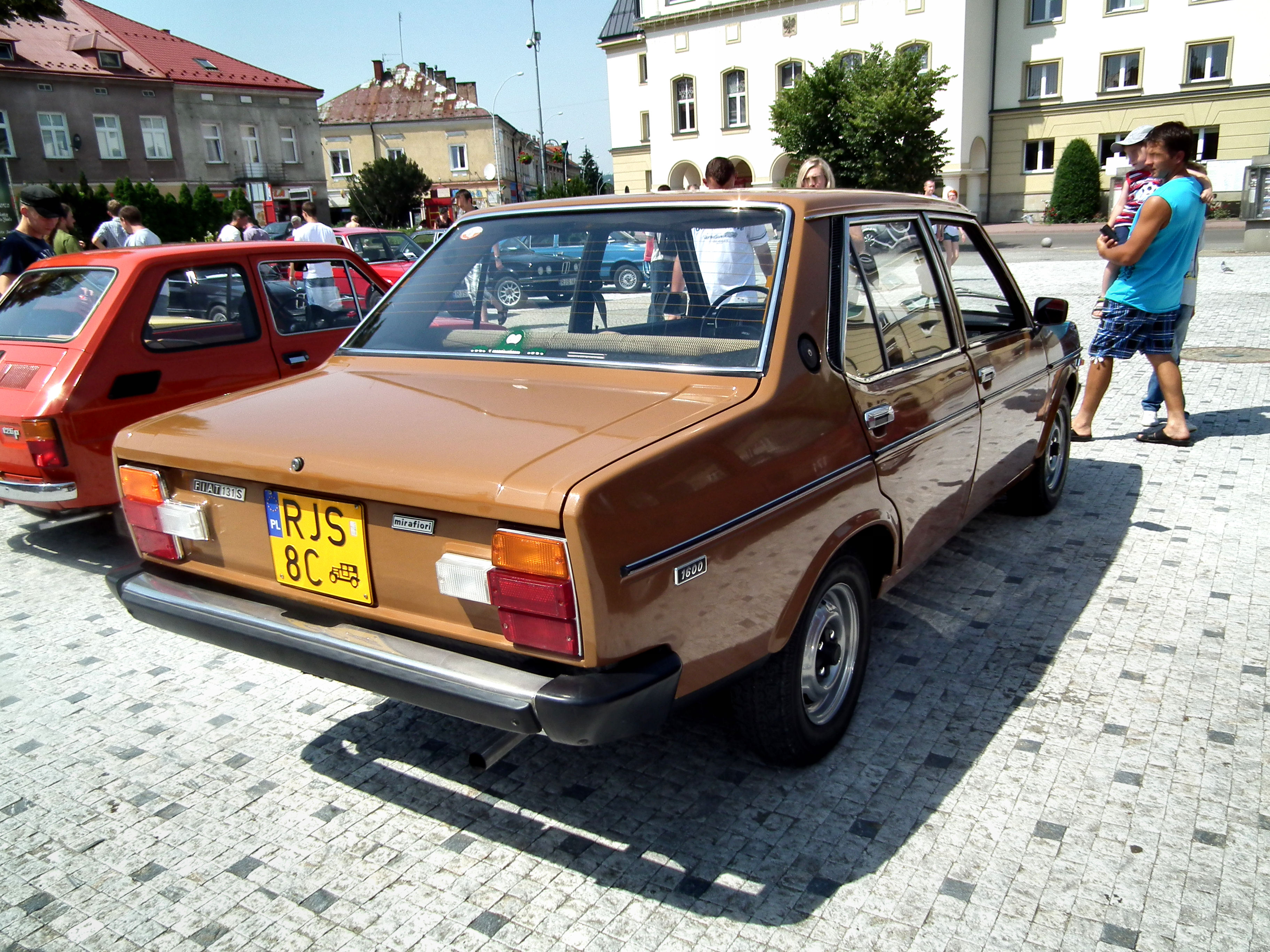
FIAT 131S 1600 Mirafiori z 1976 roku
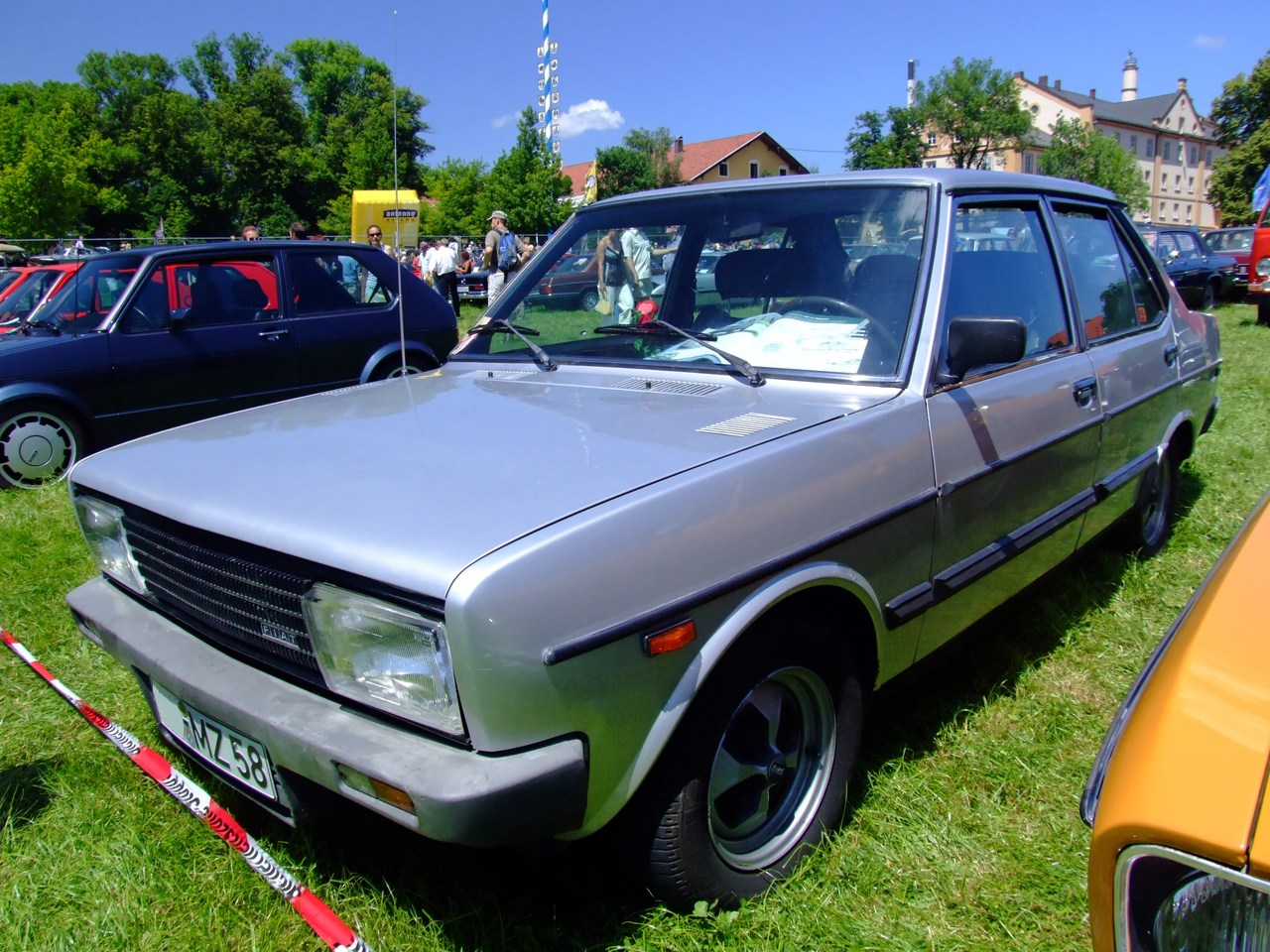
Fiat 131 druga seria (1977–1981)
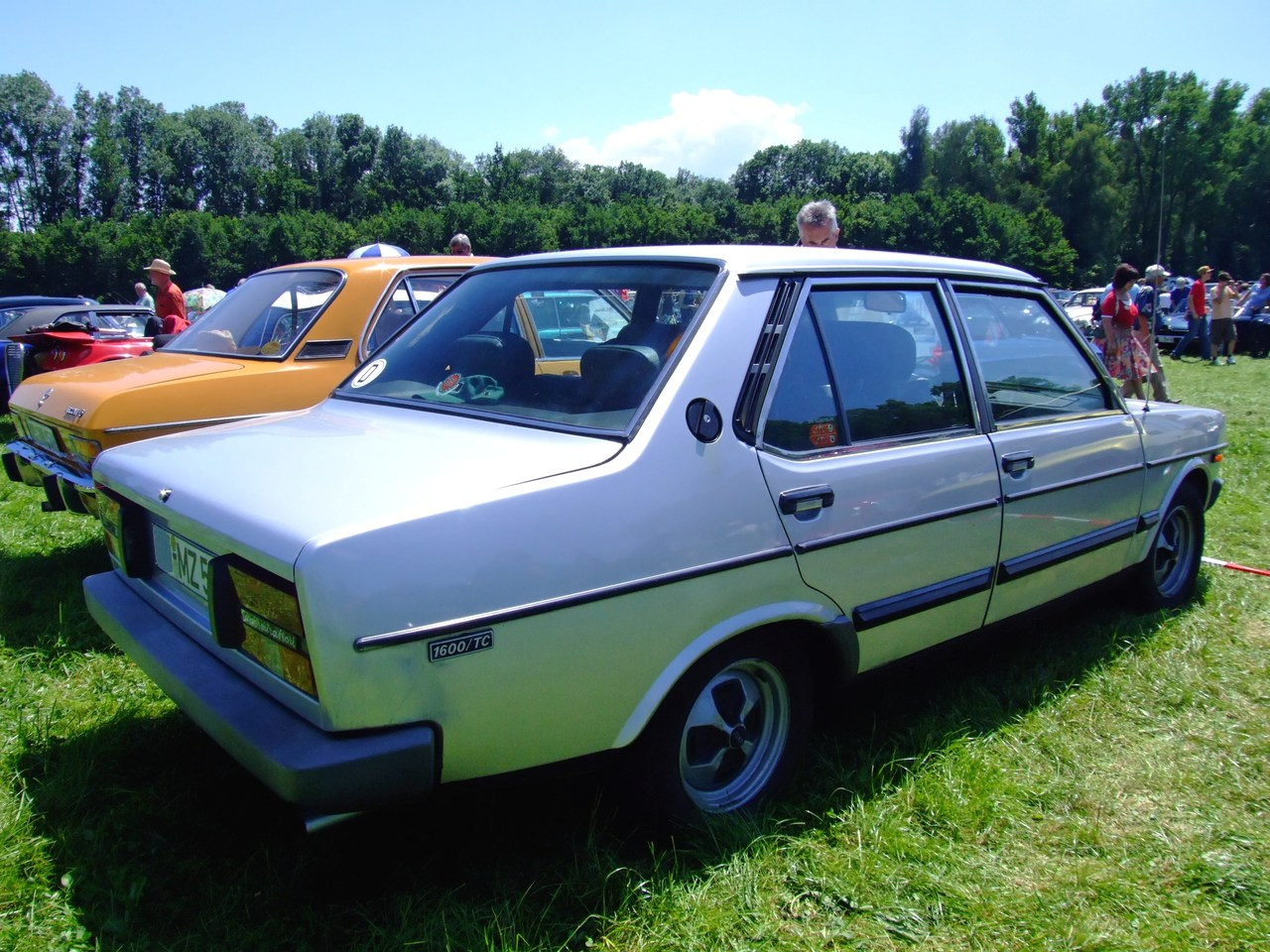
Fiat 131 druga seria - tył
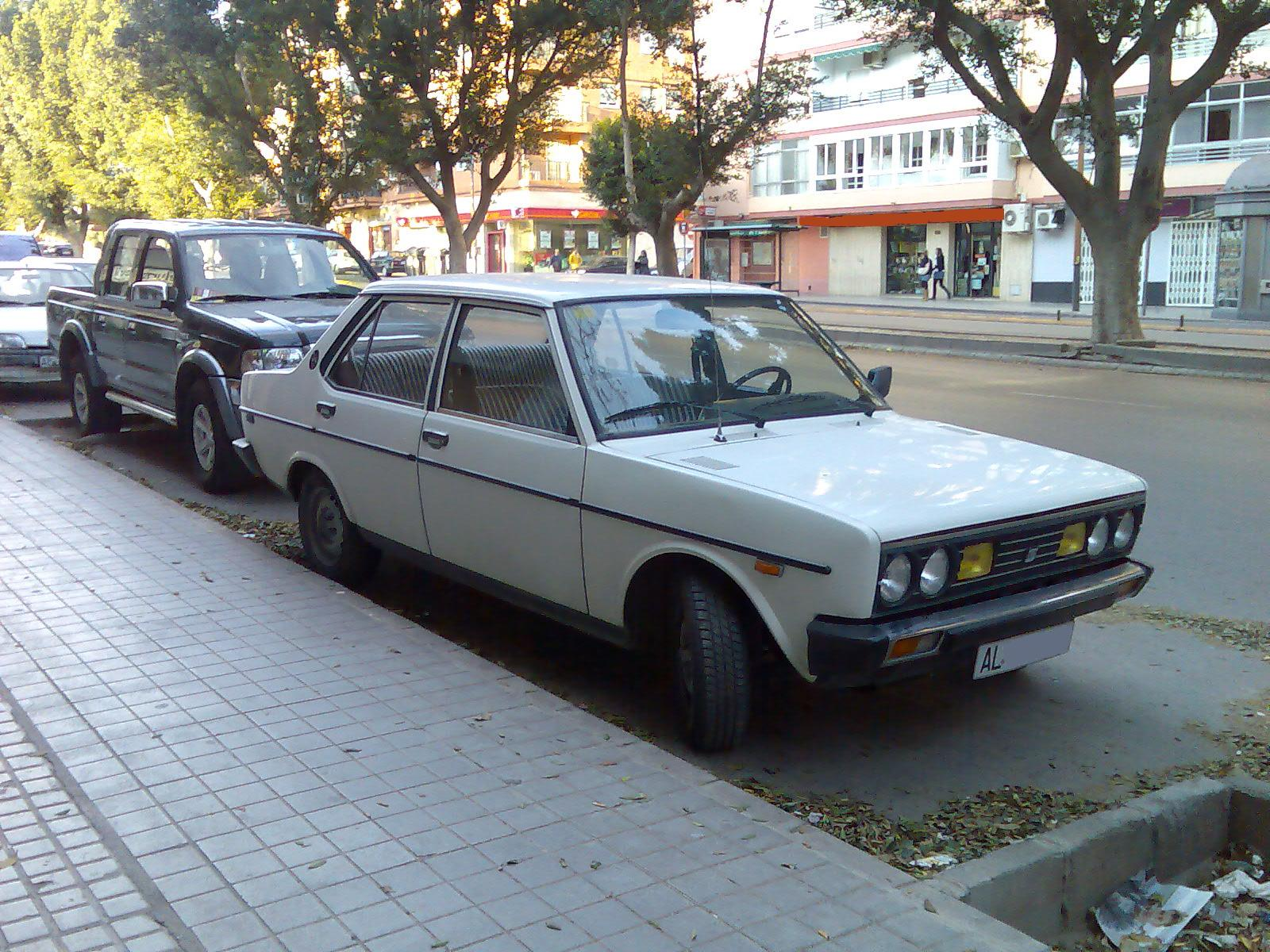
Wersja z przednimi światłami przeciwmgielnymi

### Modele sportowe
Samochód FIAT 131 Abarth (pełna nazwa Fiat 131 2000 Abarth) zaprezentowano w roku 1976, był produkowany w dwóch wersjach; wyczynowej i sportowej, do sprzedaży dla amatorów sportowej jazdy. FIAT zachęcając do kupna swoich potencjalnych klientów twierdził, że model 131 Abarth różnił się tylko w 30% od modelu seryjnego Fiata 131, a zwycięstwa które model 131 Abarth osiągał były dobrą reklamą dla seryjnego modelu 131. Najbardziej istotną zmianą w stosunku do seryjnego 131 jest silnik przygotowany przez firmę Abarth. Z seryjnego silnika został tylko blok. Głowica silnika wykonana była ze stopów lekkich, w której umieszczono dwa wałki rozrządu napędzane paskiem zębatym. Wałki rozrządu sterują 16 zaworami ustawionymi w układzie widlastym pod kątem 46°. Różny jest układ zasilania wykorzystywany w wersji sportowej i wyczynowej tego pojazdu. Pierwsza wersja ma dwa gaźniki typu Weber, natomiast druga zasilana jest za pośrednictwem mechanicznego układu wtryskowego firmy Kugelfischer. Silnik nie ma tradycyjnej miski olejowej tylko oddzielny zbiornik umieszczony za tylną osią pojazdu, połączony za pomocą długich przewodów, rozwiązanie takie jest zwane suchą miską olejową.
Różnice, jakie występowały między cywilnymi wersjami 131 a wersją Abarth, obejmowały też tylne zawieszenie i układ napędowy. Abarth otrzymał niezależne zawieszenie tylne na ukośnych wahaczach (wersje cywilne miały sztywny most), kłową skrzynię biegów i mechanizm różnicowy o zwiększonym tarciu, o kilku różnych przełożeniach głównych. 
Nadwozie rajdowego samochodu ma wiele elementów z tworzyw sztucznych, w tym spojlery: przedni, tylny oraz zamocowany na tylnej krawędzi dachu. Wnęki kół są znacznie poszerzone, a tuż przed nimi znajdują się otwory, którymi wpada powietrze chłodzące podczas jazdy mechanizmy kół tylnych. Całe nadwozie jest wzmocnione. Stylistycznie nadwozie opracowała firma Bertone.

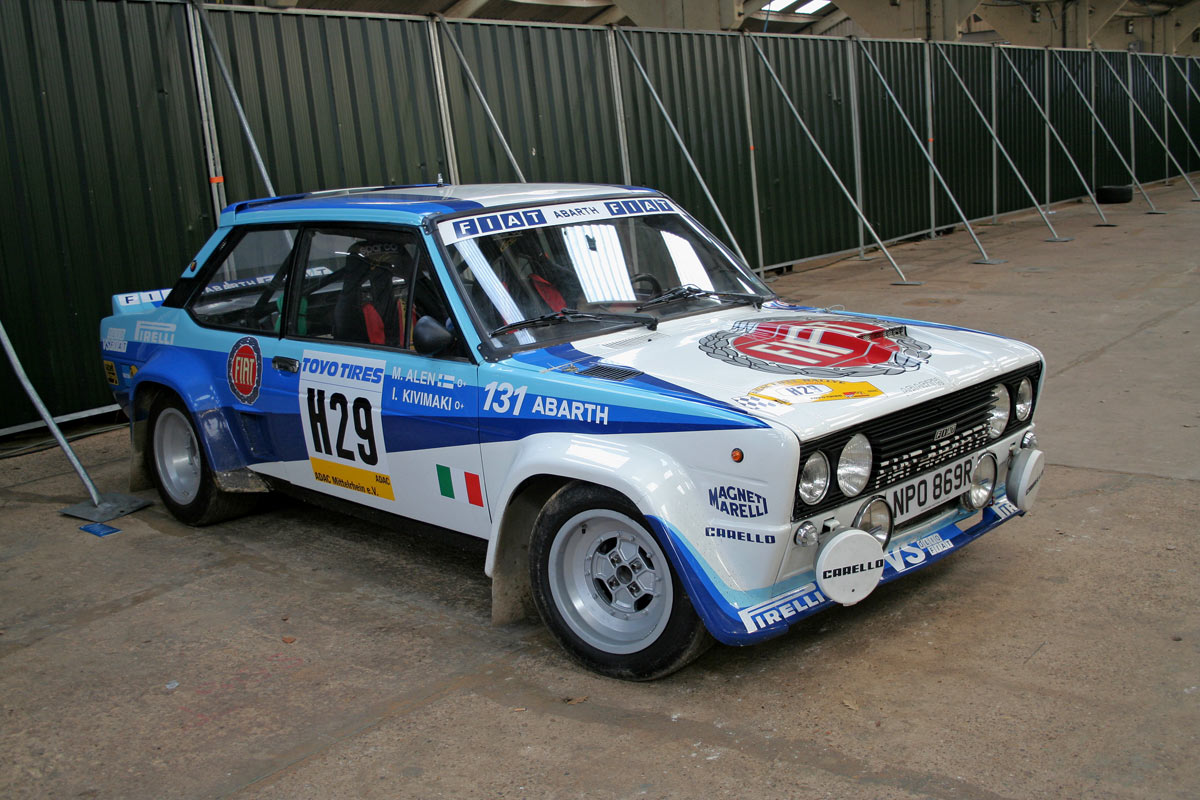
Fiat 131 wersja wyczynowa

## Dane techniczne modelu sportowego i wyczynowego
- Nadwozie samonośne - 2-drzwiowe, 5-miejscowe (2-miejscowe)
- Silnik 4-suwowy, 4-cylindrowy rzędowy, chłodzony cieczą, umieszczony z przodu pojazdu i napędzający koła tylne
- Pojemność skokowa - 1995 cm³
- Moc maksymalna - 103 kW (140 KM) przy 6400 obr./min (158 kW (215 KM) przy 7000 obr./min, w ostatnich ewolucjach moc sięgnęła 235 KM)
- Stopień sprężania - 10:1 (10,7:1)
- Skrzynia przekładniowa 5-biegowa synchroniczna
- Hamulce dwuobwodowe ze wspomaganiem, tarczowe na 4 koła wentylowane
- Ogumienie o wymiarach 195/50VR15 (285/35VR15)
- Długość/szerokość/wysokość - 416/172...182/136 cm
- Rozstaw osi - 249 cm
- Masa własna pojazdu - 980 kg (ok. 1020 kg)
- Prędkość maksymalna - 190 km/h (230 km/h)
- Zużycie paliwa - 14,6 l/100 km (w wersji wyczynowej nie jest podawane)